# Narsaj
Narsaj (z avestánského Nairyō.saȵhō, což znamená 'mocná mluva'; kolem 399 – kolem 502) byl jedním z předních chaldejských básníků-teologů, významným spisovatelem východosyrského křesťanství. Je uctíván jako světec v církvích, které pocházejí z Církve Východu, což jsou Asyrská církev Východu, Starobylá církev Východu, Chaldejská katolická církev a Syrsko-malabarská katolická církev, ve které je známý jako Flétna Ducha svatého. Mnoho z jeho děl zřejmě bylo ztraceno, ale dochovalo se asi osmdesát jeho veršovaných homilií (memre).

## Život
Narsaj se narodil v 'Ain Dulba v regionu Ma'alta Sásánovské říše (dnešní guvernorát Dahúk v Iráku). Jelikož v raném věku osiřel, byl vychován svým strýcem, představeným kláštera Kfar Mari poblíž Beth Zabdai. Narsai strávil deset let jako student na křesťanské škole v Edesse; později se tam vrátil učit (kolem roku 437) a nakonec se stal hlavou školy. Možná v roce 471 Narsai opustil Edessu po sporu s tamním biskupem Cyrem (471–498). S pomocí svého přítele Barsaumy, který byl biskupem v Nisibisu, Narsaj v Nisibisu znovu založil školu. Když Zenon v roce 489 nařídil uzavření Narsajovy bývalé školy, zdá se, že mnoho z jemu věrných učitelů a studentů přešlo za Narsajem do Nisibisu. První Stanovy školy v Nisibisu, vypracované v roce 496, ukazují, že Narsaj byl ještě naživu a musel být ve svých asi devadesáti letech úctyhodným starým učitelem. Narsaj zemřel někdy na začátku šestého století a byl pohřben v Nisibisu v kostele, který byl později pojmenován po něm.
Všechna Narsajova dochovaná díla patří k výraznému syrskému literárnímu žánru memra neboli homilie ve verších. Narsaj používal dva různé typy strof: jeden s dvojveršími ze sedmislabičných veršů, druhý z dvanáctislabičných. Homilie byly určeny k recitaci v kostele nebo náboženské škole, a každá z nich vykládá určité náboženské téma. Pozdější syrský spisovatel Abdišo bar Berika z Nisibisu naznačuje, že Narsaj napsal 360 veršovaných homilií ve dvanácti svazcích, dále prozaické komentáře ke značné části Starého zákona a knihu nazvanou O zkaženosti mravů. Dochovalo se však jen osmdesát veršovaných homilií a žádná z jeho próz.
Velká sbírka Narsajových děl, obsahující plný text 47 veršovaných kázání a incipity 34 dalších, je Mingana, Alphonse Narsai Doctoris Syri Homiliæ et Carmina (v syrštině a latině), Mosul 1905